# Silberne Ehrennadel des Deutschen Feuerwehrverbandes
Die Silberne Ehrennadel des Deutschen Feuerwehrverbandes wird seit dem Jahr 2004 vom Präsidenten des Deutschen Feuerwehrverbandes (DFV) verliehen. Sie ist vornehmlich bestimmt für Personen, die besonders aktiv und erfolgreich die Aufgaben und Ziele der Feuerwehrverbände gefördert haben.

## Gestaltung
Die Ehrennadel besteht aus dem Verbandssignet des DFV und einem Lorbeerzweig in Silber.

## Verleihung
Eine Quote für die Verleihung besteht nicht. Maßgebend für die Verleihung sind ausschließlich Verdienste und Würdigkeit von herausragenden Leistungen für die Verbandsarbeit der Feuerwehren.